# Scopula aegrefasciata
Scopula aegrefasciata är en fjärilsart. Scopula aegrefasciata ingår i släktet Scopula och familjen mätare. Inga underarter finns listade.